# Fritz Spindler

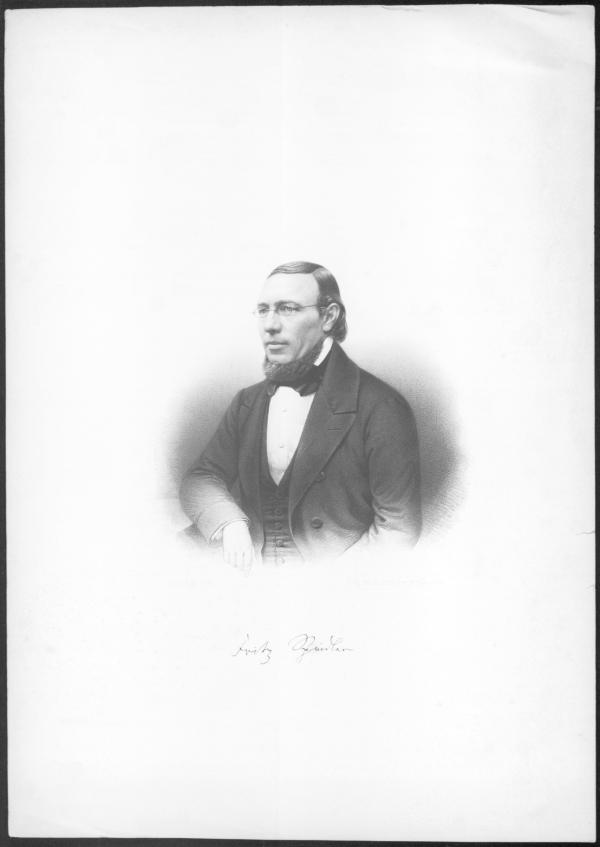
Fritz Spindler

Fritz Spindler (Wurzbach, 24 november 1817 – Niederlößnitz/Radebeul bij Dresden, 26 december 1905) was een Duits componist en pianist.
Hij was leraar in Dessau en in Dresden. Als componist schreef hij vooral werken voor piano, kamermuziek en voor harmonieorkest. Bekend is ook een briefwisseling tussen Robert Schumann en Fritz Spindler uit het jaar 1849. Men telt rond 400 composities, waarvan meer dan 300 werken voor piano. 

## Composities (selectie)

### Werken voor harmonieorkest
- 1861 Der Angriff der Husaren, op. 140
- Trompeten-Serenade

### Vocale muziek
- Volkslieder frei übertragen für das Pianoforte, voor zang en piano, op. 73. No. 3
  1. Von meinem Bergle muß ich steige

### Kamermuziek
- 1884 Sonata, voor hoorn en piano, op. 347
- 1888 Kwintet, voor hobo, klarinet, hoorn, fagot en piano
- Orchesterstudien für Violine Heft 23 - Richard Wagner
- Suiten für Violoncello 1 und 2
- Volkslieder und Duette für 2 Violinen

### Werken voor piano
- 1860 Wellenspiel, op. 6
- 1860 Die Klosterglocke, op. 116
- 1860 Wilde Rosen, 3 stukken voor piano, op. 120 No. 3
- 1860 La Jardiniere, op. 124
- 1861 Der Angriff der Husaren, voor piano vierhandig of twee piano's, op. 140
- 1870 Waldvöglein, op. 75
- 1870 Le Carrillon à Emilie Oppenheim - Morceau pour piano, op. 116
- 1872 Stücke aus der Oper "Der fliegende Holländer", op. 122
  1. Spinnlied
  2. Ballade
- 1872 Sternlein. Steluta - Moldauisches Lied von D.F., voor piano, op. 193
- 1875 Tanzweisen, voor piano, op. 237 No. 2
- 1903 Elfentanz
- Alpenröslein
- Auf blühender Flur
- Bergsteiger
- Bilder aus schöner Zeit
- Canon
- Fantasien über beliebte Opern - Opern-Album, voor piano
- Fairy Polka, op. 93.
- French Waltz
- Frisches Leben
- Der Bach, op. 258
- Der Silberne Bach, op. 254
- Immortelle Nr. 1, voor twee piano's
- Immortelle Nr. 2, voor twee piano's
- Immortelle Nr. 3, voor twee piano's
- Immortelle Nr. 4, voor twee piano's
- Immortelle Nr. 5, voor twee piano's
- Klänge aus Süden
- La gazelle, valse brillante (opgedragen aan M. Henri Kowalski)
- Lied ohne Worte
- Marsch-Album - Sammlung berühmter Märsche für Piano
- Maiglöckchen, op. 44
- Melodie
- Murmelnder Bach, op. 113
- O belle nuit - Barcarolle des contes Hoffman
- O Sanctissima - Abendhymne zur Jungfrau Maria, op. 302 Nr. 2
- Polka brillante
- Prelude
- Reiterlied
- Rhapsodie über Air von König Louis XIII, voor piano, op. 236
- Samson et Dalila - Fantaisie brillante, voor piano, op. 334
- Schlittschuhläufer
- Six Sonatines
- Six Sonatines N 4
- Sonatina im antiken Stil, op. 1
- Sonatina, op. 136, No. 4
- Sonatina, op. 157 No. 1
- Sonatina, op. 157 No. 2
- Sonatina in C-groot, op. 157 No. 4
- Sonatina in e-klein, op. 157 No. 8
- Tannenhäuser Marsch und Chor, op. 94 (In coöperatie met Richard Wagner)
- Tonblüten, op. 43
- Träumender See
- Zelda. Morceau pour piano

## Publicaties
- Berthold Tours, Fritz Spindler: Novello, Ewer and Co.'s Pianoforte Albums. Nos. 17, 18, and 19. Compositions by Fritz Spindler, in: The Musical Times and Singing Class Circular, Vol. 27, No. 524 (Oct. 1, 1886), p. 611
- Otto Wagner: Das rumänische Volkslied, in: Sammelbände der Internationalen Musikgesellschaft, 4. Jahrg., H. 1. (Nov., 1902), pp. 164-169